# Chapeau de Gendarme (Soule)
Pour les articles homonymes, voir Chapeau de gendarme.
Le Chapeau de Gendarme, en basque Lexantzümendi, est une colline située au nord de Licq-Athérey (France).
Le nom a été donné par analogie de forme avec le bicorne équipant les gendarmes de la gendarmerie de Napoléon Ier.